# Бирнова (комуна)
Бирнова (рум. Bârnova) — комуна у повіті Ясси в Румунії. До складу комуни входять такі села (дані про населення за 2002 рік):
- Бирнова (973 особи) — адміністративний центр комуни
- Вішан (426 осіб)
- П'єтрерія (575 осіб)
- Пеун (940 осіб)
- Тодірел (575 осіб)
- Черку (446 осіб)

Комуна розташована на відстані 316 км на північ від Бухареста, 8 км на південь від Ясс.

## Населення
За даними перепису населення 2002 року у комуні проживали 3935 осіб.
Національний склад населення комуни:
| Національність            | Кількість осіб | Відсоток |
| ------------------------- | -------------- | -------- |
| румуни                    | 3924           | 99,7%    |
| греки                     | 4              | 0,1%     |
| італійці                  | 3              | 0,1%     |
| росіяни-липовани          | 1              | < 0,1%   |
| не вказали національність | 1              | < 0,1%   |

Рідною мовою назвали:
| Мова       | Кількість осіб | Відсоток |
| ---------- | -------------- | -------- |
| румунська  | 3930           | 99,9%    |
| італійська | 3              | 0,1%     |
| російська  | 1              | < 0,1%   |

Склад населення комуни за віросповіданням:
| Релігія       | Кількість осіб | Відсоток |
| ------------- | -------------- | -------- |
| православні   | 3896           | 99,0%    |
| римо-католики | 22             | 0,6%     |
| п'ятдесятники | 12             | 0,3%     |
| лютерани      | 3              | 0,1%     |
| мусульмани    | 1              | < 0,1%   |
| бретрени      | 1              | < 0,1%   |